# Tenkovi u Prvom svjetskom ratu
Tenkovi u Prvom svjetskom ratu su bili pomalo nesvakidašnja vozila, svako posebno na svoj način. U Prvom svjetskom ratu je počeo razvoj tenkova, prije svega u Velikoj Britaniji i Francuskoj, ali i u Njemačkoj, Rusiji i SAD-u. Na pojavu tenkova je jako utjecao izum benzinskog motora s unutarnjim izgaranjem koji je omogućio da vozilo bude manje, a motor učinkovitiji i lakši od parnih kotlova koji su se do tada koristili.
Prvi tenk je bio "Little Willie" (hrv. Mali Vili) konstuiran u Velikoj Britaniji tijekom kolovoza i rujna 1915. Nakon tog prvog prototipa je uslijedio prototip nazvan "Mother" (hrv. Majka) koji je kasnijim prilagodbama postao prvi serijski tenk Mark I, predstavljen 2. veljače 1916. Iako su se nova vozila služeno zvala "kopneni brodovi" (eng. land ships), kasnije su nazvani "tenk" (eng. tank, naziv za rezervoar), zato što su sličili rezervarima i kao zbunjivanje Nijemaca tijekom transporta brodom u Francusku kako bi mislili da se u pošiljci radi o običnim rezervorima vode. Iako su Britanci prvi konstuirali funkcionalan tenk i uveli ga u proizvodnju, Francuzi nisu puno zaostajali za njima. Njihov Renault FT-17 je bio revolucionaran tenk, s kupolom koja se mogla okrenuti za svih 360o i koncepcijski je sličio tenkovima današnjice. Nijemci su vrlo sporo prihvaćali nova vozila i koncentirali su se na razvoj protutenkovskog naoružanja. No, i oni su proizveli oko 20 primjeraka A7V-a.
Prvi su na bojištu tenkove upotrijebili Britanci na rijeci Sommi 15. rujna 1916., a nedugo zatim 24. travnja 1918. zbila se i prva "bitka" između tenkova, u kojoj su vatru izmijenili njemački A7V i britanski Markovi IV. Iako su u to doba bili spori, mehanički nepouzdani i kutijastog dizajna, zauvijek su promijenili način ratovanja. Uz tenkove, nastali su i prvi samohodni topovi i oklopni transporteri.

## Početak rata
Kada je rat u Europi počeo u jesen 1914., velika većina političara i vojnih stručnjaka je bilo uvjereno kako će taj rat biti brz i kratak, sličan onome u zadnjem većem sukobu, Francusko-pruskom ratu koji je trajao od 1870. – 1871. Iako je Njemačko Carstvo i njegovi saveznici na istoku koliko-toliko napredovali, na Zapadnom frontu se sve pretvorilo u krvavu bitku za svaki kilometar. Prva crta je bila puna bodljikave žice, strojničkih gnijezda i rovova.
Nagli razvoj vatrenog oružja zauvijek je promijenio način ratovanja. Do 1914. mali broj strojnica je mogao uništiti koncentriranu neprijateljsku ljudsku silu bez velikih gubitaka. Manji broj bolje naoružanih jedinica je bio i lakši za pomicanje po bojištu. Sve strane u ratu su bile dobro ukopane i utvrđene. Kako bi se odbio napad neprijatelja bilo je potrebno prvo uništiti njihovu pozadinu koja je bila u obrani (strojnička gnijezda, položaji topništva), ali većina generala nije shvaćala ovaj princip borbe. I dalje bi poslali što više ljudi u napad naoružanih s običnim puškama uz potporu lakog topništva. Njemački planovi za brzom pobjedom su propali nakon što se obje strane ukopale i borile za svaki metar bojišta. Počele su se razvijati prve osnove topničke pripreme terena. No, u ono vrijeme topnička priprema je trajala predugo i time se izgubio element iznenađenja. Obje strane su shvatile da će nakon topničkih udara naslijediti pokušaj proboja na tom dijelu bojišta, pa bi privremeno povukli ljudstvo i opet ga vratili pred sam napad neprijatelja.
Topničke granate bi na tlu napravile velike kratere i „preorale“ teren na ničijoj zemlji preko kojeg je pješaštvo i topništvo pri pomicanju naprijed teže prolazilo što je usporilo napredovanje. Veliki dio udarnih snaga i dalje je činila konjica koja je postala „topovsko meso“ i potpuno neučinkovita. Nešto ju je trebalo zamijeniti, ali to nisu bili oklopni auti jer nisu mogli prelaziti preko rovova i topničkih kratera. Nijemci su se zbog toga okrenuli novim taktikama koje su u početku bile uspješne, dok su se zapadne sile oslonile na razvoj nove tehnologije.

### Početak razvoja tenka
Bilo je logično da će Ujedinjeno Kraljevstvo i Francuska preuzeti vodstvo u novim vojnim tehnologijama. Njemačka je na svom zapadnom frontu većinu vremena bila u obrani, nadajući se kako će dobiti rat na Istoku. Oklopni auto kao borbeno vozilo na bojištu nije bio odgovor problemu. Njegovi kotači su bili nepraktični kod kretanja po razrovanom bojištu. Bilo je potrebno novo oružje, koje će moći prelaziti preko nepristupačnog terena. Rješenje je ležalo u korištenju traktora s gusjenicama i motor s unutarnjim izgaranjem kao osnovu za novo vozilo. Gusjenice su bile nužne, ne samo zbog lakšeg kretanja po terenu nego i zbog bolje raspodjele težine i manjeg pritiska na tlo.
Godine 1915. Ujedinjeno Kraljevstvo i Francuska su započeli razvoj oklopnog gusjeničkog vozila. Države u razvoju tenkova nisu bile međusobno koordinirane što je za rezultat dalo različite tipove i oblike tenkova. Ostale zemlje kao Italija, Rusija, Japan, Švedska, Čehoslovačka, Španjolska, Poljska i SAD su proizvodili svoje tenkove za vrijeme ili odmah nakon rata i tijekom 1920-ih, no samo su Ujedinjeno Kraljevstvo, Francuska i Njemačka proizvodile tenkovi koji su bili korišteni u borbama.

## Ujedinjeno Kraljevstvo
Prvi korak ka razvoju tenka je poduzela britanska kraljevska ratna mornarica, koja je trebala odbiti zračene napade Njemačkih snaga. Zbog toga se Britanska mornarička zračna skupina stacionirala kod Dunkirka u sjevernoistočnoj Francuskoj kako bi mogla napadati uzletišta Cepelina i aviona smještenih u Belgiji. Britanska zračna baza je zahtijevala obranu okolnog prostora za što su dovedeni oklopni auti. Kako bi smanjili opseg kretanja tim vozilima, Nijemci su uništili dijelove cesta. Stoga je Winston Churchill pozvao na rješenje za „premošćivanjem tih rupa na cesti“. Kroz svoje državno djelovanje, Churchill je ostao vrlo zainteresiran za vojne inovacije i bio je ponosan na svoju važnu ulogu u razvoju tenka.
Inženjer Ernest D. Swinton bio je jedan od najzaslužnijih za razvoj tenka. Krajem 1914. prepoznao je potencijal kalifornijskog Holt traktora, korištenog u poljoprivredi. Vjerovao je da bi novo oklopno oružje trebalo imati takve gusjenice. Iako je Swinton mislio da je on došao do te ideje, tada su već mnogi eksperimentirali s tim gusjenicama. Swinton je u kolovozu 1915. predložio potpukovniku Mauriceu Hankeyu preobrazbu Holtovog traktora u borbeni stroj za vuču topova i haubica. Počeo je proces prenamjene ideje o borbenom kopnenom brodu u praktično vozilo. I prije ovoga su postojale ideje da se veliki poljoprivredni traktori prenamijene u vojna vozila, ali je nedostajalo entuzijazma vojnog vrha.
U prosincu Hankey je napravio dokumente koji podržavaju ideju o vojnom vozilu baziranom na farmerskom traktoru. Churchill je podržao projekt i premijeru Hervertu H. Asquithu 5. siječnja 1915. poslao dopis u kojem traži ubrzani razvoj traktora s malim oklopljenim zaklonima koji će biti otporan na proboj metaka, a na sebi bi nosio ljude i strojnice. Ideja je bila da se koriste noću, kao element iznenađenja i da bi bili sposobni prelaziti preko bodljikavih žica oslobađajući put pješaštvu. Planirano je da bi četrdeset do pedeset takvih vozila bilo dovoljno za proboj linije. Neprijatelj bi bio uplašen, a moral britanskih vojnika bi se poboljšao čime bi oni žustrije krenuli u napad. Churchill je prijedlog dao ministarstvu rata na razmatranje. U međuvremenu se pojavilo još nekoliko ideja koje su se pokazale neuspješne, ali se sve pokrenulo 17. veljače 1915. na sastanku Churchilla i nekih od časnika u jedinicama opremljenim oklopnim autima na kojem se razgovor pretvorio u diskusiju o stvaranju „kopnenog bojnog broda“. Tri dana kasnije, Churchill je naredio formaciju „odbora za kopneni bojni brod“. Do kraja ožujka, taj je odbor predstavio dva dizajna, jedan koji se kretao na velikim kotačima i drugi na gusjenicama. Dana 26. ožujka, Churchill je na svoju odgovornost za cijenu od 70,000 funti naredio proizvodnju 18 „kopnenih bojnih brodova“, od čega šest na kotačima i 12 na gusjenicama. Napravljeno je mnogo različitih modela, od kojih je svaki imao neku različitost.
Nemogućnost Zapadnih sila da probe njemačku obranu dovelo je do još veće podrške razvoju oklopnog vozila. Swinton je u lipnju dao detaljne zahtjeve za takvo vozilo. Naveo je kako bi vozilo trebalo težiti oko 8 tona, imati posadu od 10 ljudi i biti naoružano s dvije strojnice i jednim 6-pounder topom sposobnih za ispaljivanje visokoeksplozivnih granata. Trebalo je imati radijus kretanja 32 km, debljinu oklopa 10 mm, maksimalnu brzinu od 6,4 km/h na ravnoj podlozi, mogućnost kretanja unatrag, prelaženja prepreke visine 5 stopa, prelaženje preko rova širine 8 stopa i druge zahtjeve. Arthur Balfour je odobrio konstrukciju jednog prototipa. Ugovor o konstrukciji i dizajnu prototipa je dan Williamu Fosteru i kompaniji, proizvođaču poljoprivrednih strojeva u Lincolnu. William Tritton, direktor tvrtke je već prije dizajnirao 105 KS snažan stroj za prelaženje preko rovova, kao i modele ostalih oklopnih vozila i haubica na traktoru. Prototip je u britanskom parlamentu postao znan kao „Little Willie“. Dizajnirali su ga Tritton i William Wilson, koji je bio zaposlen kao poseban savjetnik u projektu. Prototip je prvi puta upaljen i pokrenut 3. prosinca 1915. godine. Little Willie je bio prvo gusjenično vozilo koje je nalikovalo na današnje oklopne transportere. Nikada nije bio naoružan, iako je imao na vrhu otvor za ugradnju lažne kupole. Rabljen je kao pokusno vozilo za trening vozača tenkova.
Foster je nakon dovršenja prvog prototipa nastavio raditi na borbenoj verziji. Zbog zahtijeva da vozilo može prelaziti preko širokih rovova, kao oblik vozila je odabrao paralelogramski oblik. Tijelo vozila je bilo visoko i dugačko s gusjenicama koje su se protezale preko cijele bočne strane vozila od tla do vrha. Pošto je tijelo vozila smo po sebi bilo visoko, ugradnja kupole na vrh bi ga učinila nestabilnim, stoga su dizajneri montirali topove na bokovima vozila. Kasnije se pokazalo kako to i nije najbolje rješenje. Novi stroj je prvo nazvan „Centipede“, zatim „Big Willie“ i na kraju „Mother“. Mother je prvi puta pokrenut 12. siječnja 1916. Premjerno je prikazan pod jakim snagama sigurnosti 29. siječnja 1916. u Hatfield Parku, milju udaljenom od Lincolnove katedrale. Druga demonstracija vozila je bila pred britanskim vojnim i političkim vrhom 2. veljače iste godine. Neki vojni službenici nisu bili zadovoljni novim strojem i izjavili su da novo oružje mora biti nešto više od „lijepe mehaničke igračke“. Većina generala i sam Churchill su bili zadovoljni Motherom, tako da je parlament naručio novih 100 vozila (kasnije povećana narudžba na 150). Nažalost, potreba za požurivanjem nespremnog prototipa je značilo neispravljanje dizajnerskih greški i poboljšanja. Mother je pokretao preslab motor, jer je tada Daimlerov 105 KS motor bio jedini na raspolaganju. To je značilo da je omjer težine i snage bio 2,8 KS po toni. Pola Motherove posade je bilo uključeno u vožnju tenka: jedan kao zapovjednik, jedan za mijenjanje glavne brzine i dvojca koja su upravljala gusjenicama. Ostalih četvero članova posade je upravljalo s dva 6-pounder (57 mm) topa i dvije strojnice. Njegovih 10 mm oklopa nije bio dostatan za sprječavanje od proboja metka iz njemačkih protuoklopnih pušaka ispaljenih iz blizine i nije mogao preživjeti izravni pogodak visokoeksplozivne topovske granate.

### Mark I
Serijski model, nazvan Mark I je bio gotovo identičan tenku Mother. Težio je oko 28,5 tona i mogao je postići cestovnu brzinu od 6 km/h, ali brzina preko neravnog terena je bila jedva 3 km/h. Radijus kretanja s jednim tankom je bio samo 37 km. Komponente od kojih je bio izrađen su bile jednostavne, čelični trup oblika kutije, dvije gusjenice, 105 KS snažan Daimlerov benzinski motor i naoružanje koje se sastojalo od topova i/ili strojnica. Na gusjenicama se rabila metoda kvačila i kočnice za što je bilo potrebno četvero članova posade. Iako je mogao prijeći rov širine tri metra, Mark I je bio samo lako oklopljen i pogrešno se vjerovalo da je njegov oklop dostatna zaštita protiv paljbe iz pješačkog naoružanja. Debljina oklopa je varirala od 6 mm do najviše 12 mm. Okretanje tenka je bio vrlo zahtjevan manevar koji je uzimao previše vremena o čemu govori jedan britanski izvještaj iz bitke za Cambrai.
Mark I se proizvodio u dvije verzije. Jedna je kao glavno oružje imala dva 6-pounder (.40 kalibar) mornaričke topove montirane s lijeve i desne strane. Ova verzija je nazvana „muškom“ (eng. male). „Ženska“ (eng. female) verzija je imala kao glavno oružje šest strojnica i primarno je namijenjena za djelovanje protiv neprijateljskog pješaštva.
Ime „tank“ (hrv. spremnik, rezervoar), kako su se počela nazivati ova vozila su dodijelili Britanci s namjerom prikrivanja sadržaja velikih sanduka u kojima su „tenkovi“ bili prevoženi brodovima u Francusku. Time se pokušali zavarati neprijatelje kako su u tim sanduci zapravo spremnici vode. Francuzi su vozilo nazvali „Char“ (chariot).
Mark I je bio glavni tenk u borbama od 1916. do prve polovice 1917., ali je imao velike nedostatke. Rep koji mu služi za stabilizaciju se pokazao bezvrijednim, tankovi s gorivom su bili smješteni na ranjivo mjesto, ispušna cijev je izbacivala iskre i plamen itd. Neki od ovih nedostataka su ispravljeni na kasnijim modelima Mark II i Mark III. Ti tenkovi su se pojavili na bojištu početkom 1917. godine.

### Mark II i III
Kompanija Foster Company je proizvela 50 tenkova Mark II i 50 Mark III. Proizvedeni su također u dvije verzije, muškoj i ženskoj. Od Mark I su se razlikovali samo u detaljima, dok je osnovni dizajn i izgled ostao gotovo identičan. Mark II je, na primjer, imao šire gusjenice čime je težina raspoređena na veću površinu sprječavajući time mogućnost da se tenk lako ukopa. Mark III je imao poboljšan oklop. Naslijedio ga je Mark IV, a mnogo tenkova Mark II i Mark III je preinačeno u vozila za potporu ili vozila s posebnom namjenom.

### Mark IV
Mark IV, kojeg je također proizvodila tvrtka Foster Company imao je iste općenite karakteristike kao i njegovi prethodnici, ali s nekim ključnim poboljšanjima. Najvidljivija razlika je u manjim bočnim kupolama. Pomaknute su više prema unutra, umjesto da ih se svaki puta skida prilikom transporta željeznicom. Oklopna zaštita je također poboljšana zato što je oklop na prijašnjim Markovima bio pretanak da bi odolio pogotku njemačkih protutenkovskih pušaka. Mark IV je na više mjesta rabio 12 mm debeo čelični oklop koji je bio dostatan za zaštitu od pješačkog oružja, čime se zaustavljanje vozila trebalo ostaviti topništvu. Imao je i poboljšan sustav opskrbe motora gorivom, tiši ispušni sustav i bolju ventilaciju. Na njega je ugrađena i kraća verzija 6-pounder topa i Lewis strojnica .303 kalibra koja je zamijenila Hotchkiss i Vickers strojnice montirane na prijašnje tenkove. „Ženska“ inačica je bila naoružana sa 6 strojnica. Zrakom hlađena Lewisova strojnica nije se pokazala kao zadovoljavajuća za tenk, pa su naknadno zamijenjene s Hotchkissovim modelom.
Veliki problem za tenkove su predstavljali rovovi. Mark IV je imao mogućnost da nosi veliki svežanj granja (eng. fascines) koji je tenk mogao ubaciti u rov kao pomoć pri njegovom prelaženju. Tenkova Mark IV je proizvedeno više nego ijedan drugi model britanskog tenka u Prvom svjetskom ratu s ukupno proizvedeno 1015 primjeraka od koji je 420 bilo „ženskih“ varijanti i 595 „muških“. Mark IV je bio i najbrojniji tenk u njemačkoj vojsci. Zarobljeni i popravljeni tenkovi Mark IV su opremili četiri njemačke tenkovske jedinice i bili su znani kao „Beutepanzerkampfwagen IV“ (hrv. zarobljeni tenk IV).
Mark IV je sudjelovao u bitki za Messines u lipnju 1917., ali njegov najveći doprinos je bio u bitki za Cambrai u rujnu iste godine. Pojavile su se i razne verzije tenka Mark IV, a najvažnija je bila ne naoružani tenk s ugrađenim 125 KS Daimlerovim motorom, korištenim za dopremu potrebnih dijelova i ostale opreme na bojište.

### Mark V
Mark V prvi puta je upotrjebljen u ratu na bojištu u Francuskoj u svibnju 1918. tijekom njemačke ljetne ofenzive (njem. Kaiserschlacht). Istog izgleda kao i prethodnici i s istim brojem članova posade od osam ljudi. U njega je ugrađena nova transmisija i mjenjač kojeg je dizajnirao Wilson. Bio je to vrlo velik tehnološki korak jer se uklonila potreba za posebnim članom posade koji bi mijenjao brzine. Prvi puta u povijesti, tenk je samostalno mogla voziti jedna osoba. Imao je ugrađen snažniji 150 KS šestcilindrični Ricardo motor, sposoban za pokretanje tenka mase 30 tona maksimalnom brzinom 7,4 km/h s radijusom kretanja od 40 kilometara. Sve strojnice ugrađene na njega su bile tipa Hotchkiss. Održivost na bojištu je bila poboljšana, ali Mark V nije imao dobru ventilaciju. Do kraja rata tvrtke Foster Company, Metropolitan Carriage Wagon i Finance Company su izradile 400 primjeraka Mark V tenkova (200 „muških“ i isto toliko „ženskih“). Šezdeset ih je sudjelovalo u akciji kod Hamela 4. srpnja 1918. i 288 ih je korišteno kod Ameinse 8. kolovoza iste godine.
Završna verzija osnovnog dizajna Mother je bio Mark V*. Različiti proizvođači su proizveli ukupno 642 primjerka ovog modela. Razlikuje se od izvornog Mark V po dodatnoj strojnici i bila je teža (33,5 tona muška i 32,5 tona ženska). Bio je i oko 1,8 metra duži i mogao je prijeći rov širine 4,3 metra. Imao je autonomiju od 65 kilometara.

### Medium A "Whippet"
Tenkovi od Mark I do Mark V* su bili teški tenkovi. S relativnim uspjehom prvih tenkova, Britanci su počeli razvoj lakših modela. Temeljeni na prototipu Tritton „Chaser“, nastao je Medium A tenk, znan kao „Whippet“. Prvi puta je prikazan 1917. i postao je znan kao „konjički tenk“ (eng. cavalry tank) s namjerom da zamijeni konjicu s oklopnim vozilima sposobnima za proboj prve linije. Foster je proizveo 200 Whippetsa. Novi tenk je težio oko 14,2 tone, pokretala su ga dva 45 KS snažna motora i imao je posadu od tri člana. Bio je naoružan s četiri strojnice i imao je maksimalnu debljinu oklopa od 12 mm. Najveća brzina mu je bila gotovo 13 km/h što je bio dvostruko više od teških tenkova. Imao je i veću autonomiju od 65 km.
Prvi britanski laki tenk imao je mnoge ozbiljne mane. Vozač je imao težak zadatak kombiniranja brzine dva odvojena motora kako bi mogao manevrirati tenkom. Zapovjednik i topnik su imali zadatak upravljati naoružanjem od četiri strojnice koje su pokrivale svih 360o i bile su smještene u fiksnu kupolu na vrhu tenka. Rezervno gorivo se nalazilo izvan vozila u odvojenom spremniku, što se pokazalo katastrofalnim u borbi. Whippetsi su sudjelovali u borbama tijekom njemačke Ljetne ofenzive 1918., pa sve do kraja rata u studenom iste godine.

### Flying Elephant
Britanci su eksperimentirali s pravim teškim tenkom koji bi imao dovoljno debeo oklop da preživi topničku granatu. Primjer takvog tenka je dizajnirao Tritton 1916. i nazvan je „Flying Elephant“ (hrv. Leteći slon). Težio je oko 101 tonu, a pokretala su ga dva šest-cilindrična Daimler motora, svaki snage 120 KS. Bio je visok 3 metra, skoro toliko širok i 9 metara dug. Prednji oklop bio je debljine 7,6 cm, dok je bočni bio oko 5 cm. Posada se sastojala od 8 članova i bio je naoružan s jednim 57 mm prednjim topom i šest strojnica usmjerenih prema bočnim stranama i kraju tenka.
Obećavajući dizajn nikada nije ušao u službu. Spreman za testiranje u siječnju 1917., bio je odbačen zbog svoje visoke cijene, uspjehu Mark I tenka i obećavajućeg Whippeta. Pravi teški tenk koji bi bio sposoban izdržati udar topničke granate je bio ostavljen za sljedeći rat.

### Ostali
Još prije nego što je prvi tenk ušao u borbu Britanci su radili na specijalnom gusjeničnom vozilu koje bi nosilo veliki top. Preinačeni Mark I je poslužio kao nosač 15,2 cm haubice koja je bila jaka vatrena potpora pješaštvu. Ostali tenkovi su preinačeni u oklopne transportere za pješaštvo, vozila za prijevoz opreme i čak kao signalna vozila.

## Francuska
Iako su Britanci izradili prvi tenk, Francuska ih je u Prvom svjetskom ratu izgradila više (4.800 francuskih tenkova naprema 2.818 britanskih). Prije prvog francuskog tenka, razvijala se ideja o vozilu koje bi rezalo žice i kretalo se po izrovanom terenu bojišta. Prvi pokušaj takvog vozila bio je stroj nazvan Breton-Prétot, konstruiran u studenom 1914. godine. Ime je dobio po svojim konstruktorima, a radilo se o poljoprivrednom traktoru "Bajas" koji je imao vertikalnu motornu pilu snage 6 KS za rezanje bodljikave žice kako bi se oslobodio put pješaštvu.
Postojalo je više ideja i koncepta, a jedan od najambicioznijih projekata je bio stroj Boirault. Smišljen je 1914., a izgrađen početkom 1915. kao veliki čelični okvir paralelogramskog oblika s pogonskim sklopom u sredini. Zamisao je bila da se veliki okvir kreće poput pokretne trake po bojištu i tako prelazi rovove i uništava bodljikavu žicu utiskujući je u tlo. Izrađena su dva prototipa, ali bio je velik, spor i nespretan za uporabu. Mnogo bliže stvarnom cilju je bio Frot-Laffly "kopneni brod", za kojeg se pretpostavlja da je britancima dao ideju za izgled prvog tenka, jer je prema nekim izvorima jedan prototip prodan i otpremljen u Veliki Britaniju devet mjeseci prije nego što je Little Willie konstruiran.
Francuzi su postali vrlo zainteresirani za gusjenična vozila 1915. u svrhu prelaženja bodljikave žice. Zbog toga je u prosincu 1915. francuski topnički general Jean. E. Estienne napisao generalu Joffreu prijedlog da francuska izradi gusjenično vozilo slično Holtovom traktoru. Estienne, koji je naglašavao potrebu za požurivanjem razvoja, predložio je oklopnu kutiju u koju će se ugraditi brzopucajući top.

### Schneider CA1
U veljači 1916., prateći istraživanja o mogućnostima, Joffre je naručio 400 ovakvih vozila nazvanih "char d'assauts" od tvrtke Schneider i nedugo zatim još 40 od "Compaqnie des Forges d'Honecourt" u Saint Chamondu. Prvi tenk Schneider CA1 je predan francuskoj vojsci 8. rujna 1816. Nije to bio inovativan dizajn. Većinom sastavljen od oklopne kutije montirane na podvozje traktora Holt. Glavna izmjena od originalnog dizajna je bila da je Schneider imao posadu od šest članova iako je bilo planirano četiri i glavno naoružanje je činio kratki 75 mm top umjesto 37 mm topa. Tenk je težio oko 15 tona i imao je vertikalni spiralni sustav suspenzije. Na kraju su se nalazila dupla vrata za ulaz/izlaz posade. Na vrhu je bio postavljen ventilator. Top je montiran na desnoj bočnoj strani (gledano iz položaja vozača), a uz njega je na svakom boku vozila bila montirana po jedna strojnica. Najveća debljina oklopa je bila 11,5 mm i njegov 70 KS snažan motor (hlađen tekućinom) je mogao pokretati tenk do 6 km/h.

### Saint Chamond
Saint Chamond je bio mnogo veći od Schneidera. Težio je 23 tone (50.700 pounds) i ima motor snage 90 KS s kojim je vozilo moglo postići brzinu od 8,5 km/h. Duple kontrole omogućile su da tenk bude upravljan s bilo kojeg kraja, ali je imao lošu terensku pokretljivost. Posada od 9 članova upravljala je 75 mm topom i četiri strojnice. Njegov 75 mm top je za razliku od onog na Schneideru bio normalne duljine cijevi. Za razliku od Britanaca, Francuzi nisu toliko pazili na to preko kolikog rova tenk može prijeći ili na terensku pokretljivost stoga su njihovi modeli bili inferiorniji prema onima njihovih saveznika po pitanju mobilnosti. Schneider može preći preko rova širine samo 1,8 metara. St. Chamond je mogao prijeći rov širine 2,3 metra. Kao i svi prvi tenkovi, St. Chamond je bio mehanički nepouzdan i s pokretnim dijelovima motora neodvojenim od posade bio je opasan. Na papiru se ovaj tenk činio superiornim naspram Schneideru zbog svog snažnog topa, dužih gusjenica i električnim prijenosom u donosu na mehanički. No njegova veća težina ga je čini manje pokretljivim na mekom tlu i njegov prednji dio tijela više izlazi izvan okvira gusjenica smanjujući mu mogućnost prelaženja preko rovova. Bio je i mehanički nepouzdaniji od Schneidera.

### Renault FT-17
Godine 1916. francuska vojska je donijela odluku da preusmjeri proizvodnju tenkova na lake, umjesto na srednje tenkove. U srpnju 1916. prema prijedlogu Estiennea, Francuska je naručila motorizirani nosač strojnice od tvrtke Renault, koji će težiti 6 tona i biti sposoban pružati vatrenu potporu francuskom pješaštvu. Rezultat projekta je bio Renault FT-17, prototip koji se pojavio krajem 1916. Nakon testiranja početkom 1917., vlada se odlučila na početnu narudžbu od 1000 primjeraka ovih tenkova. Kasnijim povećanjem narudžbe, ukupno je naručeno 4000 tenkova koji će biti najjeftiniji i najjednostavniji tenkovi u Prvom svjetskom ratu.
Renault FT-17 je imao posadu od dva člana i pokretao ga je četverocilindrični, 39 KS snažan benzinski motor s kojim je mogao postići brzinu od 8 km/h. Ova brzina nije predstavljala problem s obzirom na to da je dizajniran da se kreće s pješaštvom, tj. brzinom ljudskog hoda. Maksimalna debljina oklopa bila je 22 milimetra što se moglo probiti sa snažnom puškom s protuoklopnom municijom. Dizajn je bio jednostavan, s ravnom čeličnim pločama. Imao je rotirajuću kupolu s čime je bio jedinstven i revolucionaran u odnosu na druge tenkove tog vremena. Prvotno je u kupolu montiran 8 mm Hotchkiss strojnica, ali je kasnije zamijenjena s kratkim 37 mm Modele 1916 topom kojim je upravljao zapovjednik tenka. Tenk nije imao šasiju jer je oklop nosio cijelu težinu tenka. Na kraju tenka se nalazio „rep“ koji mu pomaže u prelaženju preko zapreka.
Mali Renault mogao je prijeći preko rova širokog 2 metra i imao je operativni domet od oko 38,5 km. Od ljeta 1918. novi bataljun FT-17 tenkova se pridružio francuskim snagama svaki tjedan. FT-17 je prvi puta korišten u borbi kod Ploisy-Chazelle 31. svibnja 1918. laki francuski tenk je postao glavnom ikonom Prvog svjetskog rata. Amerikanci su počeli s proizvodnjom Renaultovog klona „6-Ton“ 1918., ali niti jedan nije dovršen dovoljno rano kako bi sudjelovao u borbama. Druge države su također proizvodile neku inačicu ovog tenka te su izvezeni u Brazil, Kanadu i Kinu. Najbrojniji tenk Prvog svjetskog rata je bio i najčešći tenk međuratnog razdoblja. Francuzi su ga rabili u kolonijalnim ratovima i sudjelovao je u gotovo u svim sukobima tog vremena, uključujući Španjolski građanski rat od 1936. do 1939. U Drugom svjetskom ratu francuska vojska je imala 8 bataljuna FT-17 tenkova naoružanih s 7,5 mm strojnicama. Nijemci su koristili zarobljene FT-17 u vrlo raznolikom spektru zadaća, uključujući policiju i kao traktore ili mobilne zapovjedne stanice. Renault FT-17 je korišten na njemačkoj strani sve do kraja 1944. godine.

## Njemačka
Tijekom Prvog svjetskog rata Nijemci nisu pokazivali velik interes za tenkove. Nakon što su se oporavili od prvotnog šoka koji je izazvao prvi tenk Mark I, Nijemci su odbili tenkove na temelju iskustava u rujnu 1916. na rijeci Sommi kao nepouzdane i uzalud potrošenog vremena. Jedini njemački tenk u ratu, A7V, prvi puta je korišten u borbi 21. ožujka 1918. Bio je to prvi dan njemačke velike Ljetne ofenzive, njihova posljednja šansa da dobiju rat na zapadnom frontu prije nego što američke trupe stignu u većem broju na europsko tlo kako bi prebacile vojnu snagu na stranu Francuske i Britanije. Tog dana devet njemačkih A7V tenkova je sudjelovalo u borbama kod St. Quentina.
A7V Sturmpanzerwagen je dizajnirao odjel generalnog štaba koji je bio zadužen za njegov razvoj i proizvodnju. Tenk A7V, koji je trebao biti spreman do studenog 1916. nije dovršen kao drvena maketa u prirodnoj veličini do siječnja 1917. Ubrzo nakon toga, vojska ja naručila 100 primjeraka tenka. Prototip je prikazan u kolovozu 1917. Izgledao je kao oklopna kutija na šasiji Holtovog traktora. Veliko vozilo je izgledalo kao inspirirano Kaiser Wilhelmovim znanstveno-fantastičnim borbenim strojem zamišljenim desetljeće prije. Samo 20 ih je izrađeno.
Mase oko 30 tona i sveukupno nezgrapan, A7V je bio oko 8 metara dug i visine gotovo 3,35 metara. Izrađivao ga je Daimler Motor Company blizu Berlina od ljeta 1917. i bio je pogonjen s dva 100 KS snažna Mercedes-Daimler motora. Mogao je psotići maksimalnu brzinu od 13 km/h. Posada se sastojala od 18 članova, a bio je oklopljen do 30 mm debelim pločama s dosta lošom kvalitetom čelika. Moga je prijeći preko rova širine 1,8 metara i savladati vertikalnu prepreku visine do 46 cm. Bio je naoružan s jednim 57 mm topom i šest strojnica, po dvije na svakoj strani i na kraju.
Oklop je virio izvan dimenzija suspenzije i gusjenica, što je rezultiralo slabom terenskom pokretljivošću. Svaka gusjenica je mogla biti pokretana neovisno jedna o drugoj, stoga se tenk moga gotovo na mjestu okrenuti u bilo kojem smjeru, što je obilježje svih kasnijih tenkova.
Njemačka je bila impresionirana novim britanskim Whippet tenkovima i pokušali su u napraviti laki tenk koji bi mu mogao parirati, LK II („LK“ označava "Leichte Kampfwagen", laki tenk). Očigledna kopija Whippeta izvana, LK II je imao masu 9 tona čime je bio mnogo lakši od svog „originala“ i s boljim omjerom snage/težine zbog 55 KS snažnog motora. Jedna inačica je imala 57 mm top, dok je druga bila naoružana dvjema strojnicama. Nijemci su planirali proizvesti 580 ovakvih tenkova, ali je rat završen prije nego što se LK II mogao upotrijebiti u borbi. Švedska je ovaj tenk koristila kao osnovu za svoj Strv M-21 1921., koji je postao temelj tehnologije i prvi nacionalni tenk Švedske.

### Bremer-Wagen (Marienwagen)
Na samom početku rata na razmatranje je dana ideja za izradu vozila koje će transportirati potrebne zalihe u područja do kojih ne postoje uređene ceste. Ministarstvo rata je ugovor za izgradnju takvog vozila dalo inženjeru Hugu G. Bremeru 19. srpnja 1915. godine. Dana 6. listopada 1916., model vozila je predstavljen u Neheimu. Vozilo je bilo postavljeno na dva para gusjenica, od kojih su samo zadnje bile pogonske, a na njih je bio postavljen kamion težak 4 tone. Pedeset takvih „Bremer Wagons“ je trebalo biti izgrađeno u Marienfeldeu, blizu Berlina. No vozilo nije zadovoljavalo zadane ciljeve pa su zbog toga ili preinačeni u obične kamione ili razvijeni u kasniji „Marienwagen“.
U Marienwagen I, podvozje je ima dvije opruge spojene na okvir vozila, s gusjenicama koje su se okretale oko malih kotača. Kako prednji par gusjenica nije bio pogonski, pri okretanju bi često skliznuli, tako da su zamijenjene s prednjom osovinom na normalnim kotačima, čime je vozilo ličilo na polugusjeničara (eng. halftrack).
Kako bi zadovoljili potrebu za tenkovima, koji su u međuvremenu postali aktualni, Bremen-Wagen je opremljen s tijelom načinjenim od čeličnih ploča debljine 9 mm. No, to je drastično povećalo težinu vozila, a gusjenice i motor nisu bili predviđeni za toliku masu. Kasnije su ostale šasije takvih vozila preinačene u Marienwagen II koji je služio kao nosač za protuzrakoplovne i protutenkovske topove. U potpunosti gusjenično vozilo Bremen-Wagen III je dizajnirano kasnije ali nikada nije izrađeno.

### Dür-Wagen
Sredinom 1916. tvornica Dürkopp u Bielefeldu je dobila ugovor od Ministarstva rata za izradu oklopnog terenskog vozila. Dür-Wagen kako se vozilo nazivalo je bilo postavljeno na par gusjenica, svaka pokretana s 80 KS snažnim motorom (bez diferencijala). No ova pogonska konfiguracija se također pokazalo preslabom za pokretanje teškog oklopa. Na kraju su dva primjerka koja su izrađena i predstavljena bila korištena kao oklopni transporteri.

### Treffas-Wagen
Na zahtjev ministarstva rata, tvornica Hansa-Lloyd u Bremenu je isto tako pokušala dizajnirati borbena kola. Treffas-Wagen je dovršen 1. veljače 1917., no kasnija testiranja su pokazala kako nije zadovoljavajuće rješenje. Vozilo je bilo postavljeno na neobične prednje pogonske kotače, nalik bačvama, dok je nakraju bio jedan manji kotač koji je služio za upravljanje. Slično kao kod današnjih traktora samo što su veliki kotači bili sprijeda. U međuvremenu odluka je donesena u korist AV7 tenka i jedini Treffas-Wagen je odbačen nakon posljednje demonstracije u listopadu 1917. godine.

## SAD
Sjedinjene Američke Države su ušle u Prvi svjetski rat u travnju 1917. i rabile su francuske i britanske tenkove, zrakoplove i topove. Niti jedan američki tenk nije sudjelovao u borbama u prvom svjetskom ratu. Razlog korištenja tuđe opreme, a ne domaće je ležao u većoj potrebi Zapadnih saveznika za američkim vojnicima nego vojnom opremom. Američki tenkovski korpus (eng. U.S. Tank Corps) je osnovan u prosincu 1917., a u pretežito se sastojao od francuskih lakih tenkova Renault FT-17. Laki tenkovi su bolje pristajali američkoj teoriji mobilnog ratovanja. Američke tenkovske jedinici prvi puta su korištene kod napada na St. Mihiel u rujnu 1918., sudjelujući u borbama s Renault FT-17 i Schneider CA1 tenkovima. Još jedna američka tenkovska jedinica, "301. teški tenkovski bataljun" je služio u sastavu britanske vojske i bio je opremljen s britanskim Mark V i Mark V* tenkovima. Godine 1918. Amerikanci su započeli proizvodnju Renaultovog klona, Ford 6-Ton, ali niti jedan nije dopremljen na bojište prije završetka rata.

## Austrija
Godine 1911. austrijski inženjer Gunther Burstyn je izradio malo, gusjenično vozilo koje se moglo kretati brzinom do 8 km/h po terenu i moglo je prijeći preko rova. Dimenzije tijela tog vozila bile su 3,65 m duljine i 1,21 metar širine. Svoje planove novog vozila je predao austrijskom ministarstvu obrane (eng. Austrian Ministry of War) koje je pokazalo interes za Guntherov stroj, ali je predložilo da on sam nađe investitora za financiranje proizvodnje. Znajući da nitko neće u vrijeme mira uložiti svoj kapital u vojno vozilo, poslao je svoje nacrte u Berlin, nadajući se da će Nijemci pokazati veći interes i podršku. Iako su Nijemci još 1906. eksperimentirali s oklopnim autima, njemačko ministarstvo rata (eng. German Ministry of War) također nije pokazalo interes za projektom, zbog čega je Burstyn na kraju odustao. Nijemci i Austrijanci su kasnije požalili što su bili previše konzervativni i odbijali nove ideje, ali negativno gledište na nove ideje i izume su imali svi, uključujući i Britance koji su prvi prepoznali potencijal tenka.

## Uporaba tenkova na bojištu
Rani vojni analitičari gledali su na novo oružje vrlo ambiciozno. Pukovnik Swinton je vjerovao da će tenk biti odlučujuće oružje u ratu. Swintonova ideja je bila proizvesti ih u što je više moguće primjeraka i krenuti s njima u napad bez topničke pripreme koja bi „upozorila“ protivnike na nadolazeći napad. U siječnju 1916. je iznio svoju percepciju korištenja tenka. Naglasio je kako najveća prednost tenka leži u njegovom novitetu i elementu iznenađenja. Predložio je da se njegovo postojanje drži u tajnosti koliko god je to moguće sve dok dovoljan broj ne bude spreman za napad zajedno s pješaštvom u jednoj velikoj, dobro isplaniranoj operaciji.
Switon je razumio ono što mnogi generali nisu shvaćali, čak do početka Drugog svjetskog rata, da uspjeh tenka leži u njegovoj suradnji s topništvom i pješaštvom. Pješaštvo bi trebalo biti odmah iza tenkova, prateći ih u njihovom proboju kroz bodljikavu žicu i preko rovova asistirajući u uništavanju strojničkih gnijezda. Nakon proboja mogu očistiti teren i proširiti liniju proboja dok topništvo udara po neprijateljskim topovima smještenim u pozadini prve linije. Razumio je potrebu komunikacije između tenkova pomoću telefona ili radija. Iako je komunikacija među jedinicama danas možda najvažniji faktor, u ono vrijeme se činila smiješnom i nepotrebnom.
Do ljeta 1916. Britanci i Francuzi su proizvodili velik broj tenkova, ali nije postojao jasan plan i taktika kako ih najbolje upotrijebiti. Britanci, koji su prvi pokrenuli masovnu proizvodnju, prvi su i upotrijebili tenk u borbi.

### Bitka na Sommi
Dana 1. srpnja 1916. Britanci su pokrenuli veliku ofenzivu na njemačke položaje na rijeci Sommi. Feldmaršal Sir Douglas Haig je krenuo u ofenzivu prerano, ponajviše kako bi udovoljio francuskom zahtjevu da se smanji koncentracija njemačkih vojnika na Verdunu. Bitka na Sommi se pretvorila u najsmrtonosniju bitku cijelog rata. U borbama od srpnja do listopada bilo je uključeno oko 1,2 milijuna ljudi na obje strane.
Unatoč jako velikom broju žrtava prvog dana ofenzive, Haig je nastavio s napadima uvjeren da njegovi ljudi mogu probiti liniju i završiti rat. Koristeći sve što bi moglo napraviti prevagu na Britanske snage, pozvao je tenkove, iako ih je u to vrijeme bilo dovršeno tek par primjeraka. Swinton se suprotstavio korištenju tenkova prije nego što bi se mogli upotrijebiti u većem broju i s dobro istreniranim posadama. No, brzo je bio nadglasan i tenkovi su poslani na bojište.
Mnoge posade koje su regrutirane za upravljanje novim strojevima imale su vrlo malo vojnog iskustva. Jedan zapovjednik tenka koji je sudjelovao u bitki je kasnije napisao da on i njegova posada nisu imali potrebno znanje čitanja zemljovida, upotrebe kompasa, vojnoj signalizaciji i praksi izvršavanja naredbi.
Neki od ljudi i njihovi strojevi su brodom dopremljeni u Francusku. Kao posljedica njihove želje da se na brzinu pripreme za akciju, mnogo članova posade je bilo potpuno iscrpljeno i prije no što su krenuli u bitku. U noći 13. srpnja, vozači su krenuli prateći bijele trake na tlu u svoja skupna područja. Vojnici koji su ih promatrali bili su začuđeni novim ratnim strojem.
Ranu ujutro 15. rujna 1916., počelo je novo poglavlje ratovanja s prvim tenkovima koji su ušli u bitku. Od 150 tenkova Mark I, 59 ih je bilo u Francuskoj kada ih je Haig odlučio upotrijebiti i od njih je samo 49 došlo do fronta. Praćeni mehaničkim problemima i kvarovima, 35 tenkova je došlo do prve linije, 31 je prešlo njemačke rovove i samo devet je nadvladalo sve probleme i uspjelo dalje pratiti pješaštvo.
Tenkovi u svojoj debitantskoj bitki nisu bili impresivni, većinom zato što su bili previše rašireni i upotrijebljeni bez plana. Posade nisu bile dovoljno dobro istrenirane, a kvarovi su bili česti. Međutim tih par tenkova koji su mogli i dalje napredovati su toliko impresionirali Haiga, da je pet dana nakon tog napada žurno zatražio još 1000 vozila. Zahtijevao je i osnivanje novog središnjeg ureda čija zadaća bi bila poboljšanje njihove borbene sposobnosti. Još prije završetka bitke, osnovao je "Sjedište tenkovskih jedinica" (eng. Tank Corps Headquarters). Veći dio Nijemaca nije bio impresioniran pojavom novog oružja. Gledali su na tenk kao na psihološko oružje, a njegovo uništavanje bi prepustili topništvu.
U to vrijeme, Francuska i Velika Britanija su radile na usavršavanju novog oružja odvojeno jedni od drugih. Kao i Britanci, Francuzi su svoj projekt čuvali u tajnosti, ali su se za razliku od svojih saveznika oduprli namjerama da se novo oružje upotrijebi prije nego što ih izrade u dovoljnom broju. Zbog toga su Francuzi ostali jako razočarani kada su Britanci prvi u povijesti upotrijebili tenkove. Francuska je upotrijebila svoje tenkove tek sedam mjeseci kasnije, tijekom Nivelleove ofenzive na zapadnom frontu u travnju 1917. godine.
U srpnju 1916. pukovnik Estienne je premješten iz topničkog zapovjedništva na Verdunu i pripojen Joffreovom glavnom sjedištu u cilju organiziranja i zapovijedanja Francuskim tenkovskim jedinicama koje su postale poznate pod nazivom „Artillerie d'assault“. Estienne je organizirao tenkove u grupe (fra. Groupes) od 16 tenkova svaka, a svaka od njih je bila organizirana kao topništvo u četiri skupine (eng. batteries) s po četiri tenka. Organizacija „Artillerie d'assault“ je započela u kolovozu 1916. u Marly blizu Pariza (prva grupa je sastavljena u listopadu). Kasnije je osnovan trening centar u Carcottesu blizu Orleansa. Estienne je osnovao i glavno sjedište u Champlieu gdje bio smješten tenkovski kamp. Do kraja ožujka Estienne je okupio 13 grupa Schneidera i dvije St. Chamonda. Posade su regrutirane iz vojske i čak iz mornarice, ali najvećim dijelom su došle iz konjice čiji je broj drastično smanjen tijekom rata. Francuzi su svoje posade trenirali dva do tri mjeseca i smatrali su da će to biti dovoljno.
Estienne i njegova taktika masivnog iznenadnog napada je pala u vodu kada su Britanci upotrijebili svoje tenkove na Sommi u rujnu. To je natjeralo Nijemce da dodatno prošire svoje rovove. Njegova zamisao masovnog napada se malo razlikovala od Swintonove ideje. Planirao je da će u iznenadnom velikom napadu na njemačke rovove pješaštvo ići iza tenkova koji će biti kao podrška. Nakon osvajanja prvog rova, pola tenkova je trebalo zasipati njemačku obranu teškom paljbom, dok se pješaštvo probija kroz rupe nastale u obrani i nastavlja osiguravati njemačke rovove.
Zbog britanskog brzanja morao je odustati od svojeg plana i smisliti novu taktiku. U njoj su tenkovi sudjelovali kao „prijenosno topništvo“ pružajući tešku vatrenu potporu. Njihov zadatak je bio pratnja pješaštva i razbijanje otpor koji nije uništen prilikom topničke pripreme. Ova taktika je postala priznata francuska oklopna doktrina u Drugom svjetskom ratu. Estiennova glavna zapovijed u siječnju 1917. bila je jaki tenkovski napad rano ujutro u magli ako je ikako moguće. Napadači su bili praćeni tenkovima koji su se trebali kretati prosječnom brzinom od oko 3 km/h šest sati. Pratili bi ih kamioni i opskrbna vozila s gorivom i priborom. Naglašena je i potreba za ranijom uskom koordinacijom pješaštva, topništva i zrakoplovstva. Pješaštvo je djelovalo zajedno s tenkovima koji su bili slobodni krenuti ispred pješaštva.
Iako je naručenih 400 tenkova od Schneider Worksa trebalo biti dostavljeno do 25. listopada 1916., do tog datuma samo ih je osam ih je bilo u rukama vojske. Isporučena vozila su bila lakše konstrukcije i izgrađeni su za potrebe treninga posada. Do sredine siječnja 1917. vojska je raspolagala sa samo 32 tenka za trening. Do travnja 1917., kada su prvi francuski tenkovi korišteni u borbi, Francuska je imala spremnih 200 Schneidera, četiri puta više tenkova nego što ih je korišteno na rijeci Sommi. Samo je 16 St. Chamonda tada bilo dostupno i samo četiri nenaoružanih vozila je bilo osigurano za pratnju Schneidera koji su nosili potreban pribor.

### Nivellova ofenziva
U 6 sati prije podne 16. travnja 1917., nakon 14 dana bombardiranja iz 5.544 topa, francuski vojskovođa, general Robert Nivelle pokrenuo je veliku ofenzivu protiv Njemačke na prostoru Champagne na zapadnom frontu. Ofenziva je znana i kao Druga bitka kod Aisne i Treća bitka kod Champagne i također kao Nivellova (ili ljetna) ofenziva. Na francusku žalost, o planovima za ovu ofenzivu se raspravljalo u prevelikom krugu ljudi tako da nije bila velika tajna; Nijemci su se čak dokopali kopije plana napada. Kako su znali glavne smjerove napada, ukopali su se duboko u svojem teritoriju i povukli s prve linije većinu svojih jedinica što znači da je francusko bombardiranje bilo uzaludno. U isto vrijeme, Britanci su poslali osam tenkova u Palestinu, gdje su sudjelovali u Prvoj bitki kod Gaze u travnju 1917. godine. Dana 16. travnja general Joseph Alfred Micheler zajedno s 1,2 milijuna pripadnika rezervne armije je napao 65 km široku prvu liniju između Soissonsa i Reimsa. Glavni napad trebali su izvesti general Charles Mangin i njegova Šesta armija te general Olivier Mazel i njegova Peta armija.
U napadu Mazelova 5. Armija je koristila 128 Schneider tenkova raspoređenih u osam tenkovskih jedinica. Iako su krenuli u borbu odmah prvog dana napada, samo su dvije tenkovske jedinice uspjele prijeći dobro branjenu liniju i vrlo malo su utjecali na ishod bitke. Njihove posade su se teško nosile s razrovanim terenom i topničkim kraterima. St. Chamonds je prvi puta korišten nekoliko tjedana kasnije kod Laffaux Milla 5. svibnja 1917., ali se susreo s istim problemom i pokazao se lošijim od Schneidera. Mnogi su se pokvarili tijekom dugog marša na prvu liniju i nisu ni došli do prilike za borbu. Od 16 grupa tenkova, samo 12 ih je stiglo do linije polaska u napad. Nekoliko ih nije moglo nastaviti napredovanje, a tri su uništena u borbi.
Prvi francuski tenkovi su imali mali doprinos u ishodu ofenzive koju su Francuzi opozvali 9. svibnja s vrlo malim osvojenim prostorom. Daleko od pobjede u ratu, Nivellova ofenziva se pretvorila gotovo u katastrofu za francusku vojsku. General Henri Philippe Petrain, zadužen za obnavljanje vojske, tražio je poboljšanje uvjeta za ljudstvo. Obećao im je da neće uzaludno trošiti njihove živote i da će ostati u obrani sve dok ne bude moguća prava pobjednička ofenziva. Izjavio je: „Čekam Amerikance i tenkove“ .
Britanci su ponovo upotrijebili tenkove u travnju 1917. u Bitki kod Arrasa. Dana 9. travnja 1917., Britanci su započeli napad za odvraćanje pažnje na 23 km širokoj prvoj crti kako bi odvratili njemačke rezerve jedinice kod Aisne. Haigov plan je uključivao generala Henryja S. Horonea i njegovu Prvu armiju i generala Sir Edmunda Allenbya s Trećom armijom koji su trebali napasti područje pod zapovjedništvom generala baruna Ludwiga von Falkenhausena i njemačke Šeste armije. Ako bi ovo uspjelo, Haig je planirao dovesti britansku Petu armiju kojom je zapovijedao general Hubert Gough i pokušati proboj s konjicom. Više od 2.800 topova je bilo u potpori za vrijeme šestodnevnog napada. Haig je na raspolaganju imao i 48 tenkova, ali ih je opet u bitki kod Arrasa rasporedio preširoko, duž cijele linije tako da nisu imali gotovo nikakav učinak na bitku.

### Bitka za Cambrai
Bez obzira na ishode borbi duž Zapadnog fronta 1917., Zapadne sile su nastavile s poboljšanjima i proizvodnjom tenkova. Trening posada i taktika je također poboljšana. Do kraja studenog britanska vojska je zaprimila oko 1000 Mark IV tenkova, iako ih je manje od pola bilo spremno za borbu. Do tog istog datuma, Francuska je imala oko 500 Schneidera i St. Chamonda.
Britanci su reorganizirali svoje tenkovske snage. Za novog zapovjednika tenkovskih jedinica, Haig je odabrao pukovnika Huga Ellesa. U siječnju 1916. Haig, informiran od strane Churchilla o postojanju novog oružja poslao je Ellesa u glavni stožer u Engleskoj da istraži mogućnosti tenka. Elles mu je predao vrlo optimistično izvješće, a kasnije je s majorom J. F. C. Fullerom postao jedan od najistaknutijih u planiranju oklopne taktike. Njih dvojca i oni koji su radili s njima, skupili su sve moguće tehničke informacije o tenkovima i radili na razvoju nove taktike ratovanja i njezine primjene. Od tada, trening tenkovskih posada je dodatno postrožen.
Tenkovi su prvi puta otkrili svoj potencijal u Bitki za Cambrai od 20. studenog do 5. prosinca 1917. Na britanskoj strani je sudjelovalo 19 divizija i tri tenkovske brigade Treće armije kojom je zapovijedao general Julian Byng. Na njemačkoj strani je bilo raspoređeno 6 divizija Druge armije pod zapovjedništvom generala Georga von der Marwitza, a kasnije je taj broj povećan na 20 divizija. Od prve uporabe na Sommi 1916. Britanci su tenkove rabili u malim skupinama. No, na Cambraiu su imali više od 400 tenkova kojima je zapovijedao Elles, sada kao general-major. Ti tenkovi su se sastojali od 376 Mark IV, bolje naoružana i oklopljena verzija modela Mark I. Prvi puta tenkovi su bili ključan element u britanskim planovima i masovno su korišteni.
Haig je usmjerio svoj glavni pravac napada na okupirani Cambrai, oko 56 km južno od Lillea. To područje je imalo čvrsto i suho tlo što je dalo prednost britanskim tenkovima. Njemačka obrana je bila organizirana u trima dobro sagrađenim linijama, glavnim Hindenburgovim linijama i dvjema pomoćnim, smještenim oko kilometar i pol do 6 km iza glavne. Nijemci su tamo imali i izgrađen 20 km dug tunel koji je bio iskopan 11 metara pod zemljom, što je omogućilo njemačkim rezervama da budu zaštićene od topničkog napada.
Potpukovnik Fuller, isplanirao je prvi val napada predviđajući ga kao prvu seriju tenkovskih udara koji će se nastaviti i 1918. Haig i Byng su unatoč tome, proširili Fullerov plan u potpunu ofenzivu osmišljenu da razbije 10 kilometara široku rupu u njemačkoj obrani i zauzme Bourlonov greben (eng. Bourlon Ridge) koji se nalazio oko 6 km zapadno od Cambraia. Nakon što bi se taj cilj ostvario, Haig je planirao pokrenuti daljnji napada s pet konjičkih divizija kroz rupu između Canal du Norda i Canal de l'Escauta kako bi mogao omesti njemačku obranu s leđa.
Cijeli plan je bio previše ambiciozan za uvjete koji su vladali u Prvom svjetskom ratu. Uspjeh napada je ovisio o uspješnosti faktora iznenađenja i brzini zauzimanja Bourlonovog grebena prije no što Nijemci uspiju dovesti svoje rezerve. Za napad, Britanci su iskoristili niskoleteće zrakoplove kako bi prekrili buku nadolazećih tenkova. Na taj dio su dopremili dodatnih 600 topova koji su trebali pružiti adekvatnu topničku potporu.
Napad s devet tenkovskih bojni (374 tenka) praćen s pet pješačkih divizija počeo je 20. studenog u 6:20 po tamošnjem vremenu u suhom, ali maglovitom jutru. Umjesto dugog i kontraproduktivnog početnog bombardiranja, 1003 britanskih topova je otvorilo kratku, ali intenzivnu baražnu vatru na njemačku prvu liniju, pomičući zatim svoju paljbi dublje u njemački teritorij kako bi omeli kretanje rezervi i zaslijepili njemačko topništvo s dimom. Tenkovi su vodili napad, a svaki je na svom prednjem dijelu nosio veliku drvenu konstrukciju dužu od širine tenka i vezanu s lancima i žicom u oblik valjka. To im je trebalo omogućiti prelaženje preko protutenkovskih jama, od kojih su neke bile široke čak 4 metra koje su Nijemci iskopali duž Hindenburgove linije.
Fuller je radio pažljivo na detaljima napada. Praćeni pješaštvom, britanski tenkovi su djelovali u malim grupama. Tim se sastojao od tri tenka od kojih je svaki imao svoj zadatak. Prvi bi probio bodljikavu žicu, bez prelaska neprijateljskog rova i krenu lijevo da obasipa paljbom taj dio rova. Drugi bi krenuo za njim i bacio svoj „svežanj“ grana u rov kako bi ga prešao i također se okrenuo prema lijevo kako bi očistio drugu liniju rova. Treći bi bacio svoj „svežanj“ u rov i prešao ga, okrenuo se lijevo kako bi pokrivao prelazak druga dva tenka koji su ostali iza njega. Na taj način bi svaki tim mogao prijeći sva tri rova, a nakon njih bi išlo pješaštvo koje bi očistilo osvojeni teritorij i osigurali osvojeni rov zbog mogućeg njemačkog protunapada, čekajući daljnji napredak tenkova.
Prvog dana napada sve je išlo po planu. Tenkovi su uspješno prelazili preko bodljikave žice, ugazivši je i radeći put za slobodan prolazak pješaštva. Velik dio njemačkih vojnika se preplašio i pobjeglo. No kod Masnieresa su Nijemci minirali most dok je tenk prelazio preko kanala, natjeravši time britansko pješaštvo da se bori bez tenkovske potpore. Glavna prepreka bila je kod Flesquieresa, gdje je britansko pješaštvo došla pod tešku njemačku vatru. Dio tenkova je uništeno od strane njemačkim topova s leđa koji su se nalazili u dobro skrivenim i kamufliranim betonskim bunkerima. Jedan od mitova obje bitke je da je jedan njemački branitelj uništio 16 tenkova s jednim terenskim topom.
Borba kod Flesquieresa je otkrila važnost zajedničkog djelovanja tenkova i pješaštva. Da je pješaštvo išlo zajedno s tenkovima na prvu liniju, a ne iza njih, njemačko topništvo bi možda bilo uništeno, a gubitak tenkova smanjen na minimum. Lekcija je bila jasna: kako bi uspjeli, tenkovi, pješaštvo i topništvo moraju raditi u tandemu.
Do predvečerja Britanci su pomaknuli prvi liniju u dubini 8 kilometara. Uspjeh prvog dana je bio velik, ali slavlje je prerano počelo. Nijemci su i dalje držali Bourlonov greben, a bavarski princ Rupprecht je brzo organizirao rezervu da popuni rupe u obrani. Zbog velikih gubitaka u Bitki kod Passchendaelea od 31. srpnja do 10. studenog, britancima je nedostajao ljudi u rezervi koji bi pojačali napad. Isto tako, nisu imali tenkovske rezerve. Većina ih je korištena u borbi u prva dva vala napad i bili su ili uništeni ili u kvaru. Prvog dana napada 65 tenkova je bilo uništeno, 71 je bilo u kvaru, a 43 ih je zapelo. Velika armada tenkova više nije postojala. Sljedećeg dana su nastavljeni, ali više nije bilo suradnje tenkova i pješaštva te se bitka pretvorila u tipičnu za Prvi svjetski rat.
Iako su bili blizu, Britanci nisu uspjeli u potpunosti zauzeti Bourlonov greben. U tjednu koji je slijedio, gotovo nije bilo napretka u napadu. Pojačani Nijemci, sada s 20 divizija su 29. studenog pokrenuli protunapad. Koristeći nove tehnike napada, uspješno su upotrijebili zrakoplove za napade na kopnene ciljeve.
Dana 3. prosinca Haig je naredio djelomično povlačenje. Kada je bitka dva dana kasnije konačno završila, Nijemci su zauzeli 75% od teritorija kojeg su izgubili prvog dana bitke i čak napravili nekoliko proboja na jugu u teritorij koji je prije bitke bio pod nadzorom Britanaca. U bitki Britanci su izgubili oko 44.000 ljudi, 166 topova i 300 tenkova. Njemački gubici su bili jednako teški, s 41.000 ljudi i 142 topa. Iako su se Haigovi planovi propali, Bitka kod Cambraia je obnovila element iznenađenja na dobro ukopanom Zapadnom frontu. Isto tako je pokazala kako se uporabom tenkova i taktikom provlačenja može poremetiti statička linija rovovskog ratovanja, što će biti ključno u borbama tijekom 1918. godine.

### Njemačka ljetna ofenziva
Oktobarska revolucija se proširila po Rusiji. Boljševici su ojačali početkom studenog 1917., došli na vlast i kratko nakon toga izvukli Rusiju iz rata. To je omogućilo Nijemcima da prebace velik dio svojih snaga na Zapadno bojište. Do trećeg tjedna u ožujku 1918. sve je bilo spremno za početak velike Ljetne ofenzive, posljednju nadu za pobjedu u ratu. Dana 31. ožujka 1918. Nijemci su u borbu kod St. Quentina poslali pet zarobljenih britanskih tenkova Mark IV.
Njemačka tenkovska taktika je bila da se tenkovi koriste kod čišćenja dobro čuvanih područja i nije postojala inicijativa da tenk djeluje zajednički s drugim jedinicama (topništvom i pješaštvom). Njemačke tenkovske jedinice su bile organizirane u odjele (njem. Abteilungen) od pet tenkova u svakom odjeljku. Njemački tenkovski korpus se sastojao od četiri sekcije A7V tenkova i pet zarobljenih Mark IV. U nijednom trenutku tijekom rata Njemačka nije imala više od 40 tenkova, a niti jednom nisu upotrijebili u isto vrijeme više od 25 tenkova. Posada je dolazila iz tri različite branše vojske. Topnik je bio zadužen za upravljanjem glavnim topom, pješaštvo je upravljalo strojnicama, dok su mehaničari vozili i održavali tenk. Ovakva raspodjela nije imala željeni učinak i moral posade je bio slab, ponajviše zbog toga što su znali da su njihovi tenkovi neučinkoviti.
Dana 24. travnja 1918. tijekom dijela Ljetne ofenzive nazvanog Operacija Georgette, Nijemci su napali u smjeru Amiensa iz Villers-Bretonneuxa. Ova bitka je značajna zbog toga što je bila prva u kojoj se tenk borio protiv drugog tenka na bojištu. U svom napredovanju Nijemci su koristili 13 A7V tenkova, pomičući ih naprijed u tri grupe po gustoj magli. Prisutnost njemačkih tenkova je privukla britanske tenkove koji su bili u blizini, njih 20 od kojih je 13 bilo Mark IV, a ostalih 7 Whippetsi. Jedan od britanskih sudionika je izjavio:

Na udaljenosti od oko 180 metara središnja grupa od šest A7V je izmijenila vatru s grupom od tri Marka IV i pogodili su oba „ženska“ modela s projektilima koji su napravili velike rupe na njihovim bokovima, natjeravši ih na povlačenje. Bitka je nastavljena, a Njemački tenkovi su došli pod paljbu 2,7 kg teškog topa sa „muškog“ Mark IV koji je uništio jednog A7V, a drugi se počeo udaljavati vožnjom unazad. Britanski Mark IV je uskoro onesposobljen s izravnim pogotkom njemačke topničke granate, a preživjela posada je pobjegla u najbliži rov.
Kasnije su njemački tenkovi u najsjevernijoj grupi uništili jednog Whippetsa. Prva borba tenk na tenk je pokazala potrebu da tenkovi moraju imati protutenkovske mogućnosti. Te noći Britanci su pokrenuli kontranapad i odbacili Nijemce dalje.
Schneiderovi tenkovi su 28. svibnja pomagali američkoj Prvoj diviziji u njezinom napadu na selo Cantigny. Prateći bitku, potpukovnik George S. Patton intervjuirao je francuskog vođu tenkova u cilju skupljanja korisnih informacija za američku školu lakih tenkova u Langresu.
Posljednja velika njemačka ofenziva zbila se tijekom Druge bitke za Marnu sredinom srpnja 1918. godine. Ondje je strateška inicijativa išla na ruku Antanti. Saveznički vrhovni zapovjednik general Ferdinand Foch je imao u rezervi 20 divizija, dvije američke i 18 francuskih i 350 tenkova. Dana 18. srpnja Foch je pokrenuo kontranapad s Desetom i Šestom armijom na svojoj desnoj strani. Američke ekspedicijske snage (American Expeditionary Forces) Prve i Druge divizije su predvodile napad Desete armije koji je išao desno od Reims Salienta oko 8 kilometara južnije od Soissonsa kojeg su držali Nijemci.
Iako su gubici za silu Antante bili veliki (1. divizija je tog dana imala 7.200 poginulih i ranjenih, a 2. divizija približno 5.000, ukupno oko 180 izgubljenih tenkova), napad je bio uspješan. Prva divizija je zarobila oko 3.800 Nijemaca i 70 topova od sedam njemačkih divizija. Druga divizija je zarobila 3.000 ljudi i 75 topova. Sveukupno, Saveznici su zarobili 12.000 ljudi i 250 topova od 11 njemačkih divizija. Druga bitka kod Marne je uklonila prijetnju glavnom gradu Francuske, Parizu i okrenula tijek ratovanja. Od tada su Saveznici nastavili napredovati, a Nijemci su se našli u konstantnoj obrani.
Tjedan dana kasnije zapovjednici Antante su se sastali u Parizu gdje je Focha 6. kolovoza premijer Georgesa Clemenceaua promaknuo u Maršala Francuske i informirao ostale vojne dužnosnike o seriji napada od Flandersa do Marne koji neće dati Nijemcima oduška. Prvi od serije napada je znan kao Amiensova ofenziva (Amiens Offensive). Trajala je od 8. kolovoza do 4. rujna i ciljala je na njemački istaknuti dio južno od rijeke Somme. Foch je za ovu operaciju angažirao Haiga, čije ideje će dominirati nastavkom kampanje 1918. godine.
Haigova saveznička armija se sastojala od Četvrte britanske armije i Prve francuske armije. Četvrta armija je bila značajno ojačana, s 14 pješačkih i tri konjičke divizije britanskih, kanadskih i australskih trupa i dvije američke pukovnije. Imala je i 2.070 komada topničkog oružja (684 od njih teškog topništva), 430 tenova (uključujući 324 Mark V i manji broj Whippetsa u zamjeni za konjicu). 12 oklopnih auti i 800 zrakoplova. Francuska Prva armija se sastojala od sedam divizija, 1.066 topova (826 teških), 90 tenkova i 1.014 zrakoplova. Na drugoj strani bojišta se nalazila njemačka Druga armija s 14 divizija (od kojih su četiri bile u rezervi), 749 topova (289 teških) i 365 zrakoplova.
Saveznici su se trudili držati napad u tajnosti i djelovati s koncepcijom kombiniranih jedinica. Taj koncept nije samo uključivao združeno djelovanje tenkova nego i oklopnih autiju djelujući umjesto konjice. Dan 8. Kolovoz bio je jedan od najvažnijih u ratu. Rano ujutro, zaštićeni gustom maglom, tenkovi su krenuli naprijed. Simultano, savezničko topništvo je otvorilo tešku paljbu po njemačkim položajima. Glavni udar su izvodile kanadske i australske snage, južnije od Somme. Dan je stvarno pripao tenkovima. Samo sjevernije od rijeke, gdje su britanci imali samo nekoliko tenkova, su Nijemci uspjeli pružiti otpor. Kada su probili liniju, Britanci su iskoristili oklopne aute. Kretali su se slobodno u njemačkoj pozadini, ometajući njemačke jedinice i nadolazeće njemačke rezerve. Natjerali su Nijemce da evakuiraju svoj glavni stožer u Farmervilleu i čak uništili njemački vlak.
Do kraja prvog dana, za malu cijenu Britanci su pomaknuli prvu liniju za približno 10 kilometara u širini od 20 kilometara. Uzrokovali su i oko 28.000 žrtava (skoro 16.000 zarobljenika) i zarobili 400 topova. Ludendorff je napisao u svojim memoarima da je „16. kolovoz bio najcrniji dan za Njemačku vojsku u povijesti ovog rata.“
Ludendorff ovo nije izjavio zbog velikih njemačkih gubitaka nego zbog velikog broja Nijemaca koji su se predali. U tri dana ukupne njemačke žrtve su bile oko 75.000 (30.000 zarobljenih) i 500 topova, dok su saveznički gubici bili oko 45.000 ljudi. Do 9. rujna saveznici su vratili sav teritorij kojeg su osvojili Nijemci u svojoj Ljetnoj ofenzivi. Amiensova ofenziva je srušila njemačku borbenu moć. Do rujna, Britanski tenkovi, sada opremljeni s „kolijevkama“ (cribs), novim cilindričnim pomagalom za prelazak rovova, su se probili do Hindenburgove linije.
Tenkovi su od tada postali ključan dio bilo koje borbene ofenzive. Dana 8. listopada Haig je pokrenuo Drugu bitku za Cambrai. Napad izveden na širini od skoro 30 kilometara u kojem su sudjelovali Byngova Treća armija i Četvrta armija generala Sir Henryja Rawlinsona i 82 tenka, svi koji su bili dostupni poslije teških gubitaka tenkova u kolovozu kod Amiensa.
Bitka je značajna zbog rijetkog kontranapada njemačkih tenkova i bila je druga tenk na tenk bitka u ratu. Nijemci su koristili zarobljene Mark IV tenkove u grupama od četiri ili pet blizu Awoinga. Britanci su uništili dva njemačka tenka, jedan s 57 mm projektilom s britanskog tenka i drugi sa zarobljenim njemačkim topom.
S nemogućnosti da se suprotstavi brojčano nadmoćnijim i tehnički opremljenijim saveznicima na Zapadnom frontu i raspadom Austro-ugarske, njemački vojni vrh se okrenuo političkim vođama da osiguraju primirje. Kasnije je to primirje omogućilo Nijemcima da prošire laž kako vojska nije bila pobijeđena nego samo „pogođena u kralježnicu“ od strane „kriminalaca iz studenoga“. Primirje je stupilo na snagu 11. studenog 1918. i topovi su se utišali. Tenkovi i zrakoplovi su od sada pa na dalje postali sastavni dio suvremenog bojišta.

### Zajednički poslužitelj
|  | Zajednički poslužitelj ima stranicu o temi Tenkovi Prvog svjetskog rata    |
|  | Zajednički poslužitelj ima još gradiva o temi Tenkovi Prvog svjetskog rata |